# Trachemys gaigeae
Trachemys gaigeae – gatunek żółwia z podrzędu żółwi skrytoszyjnych i rodziny żółwi błotnych (Emydidae).

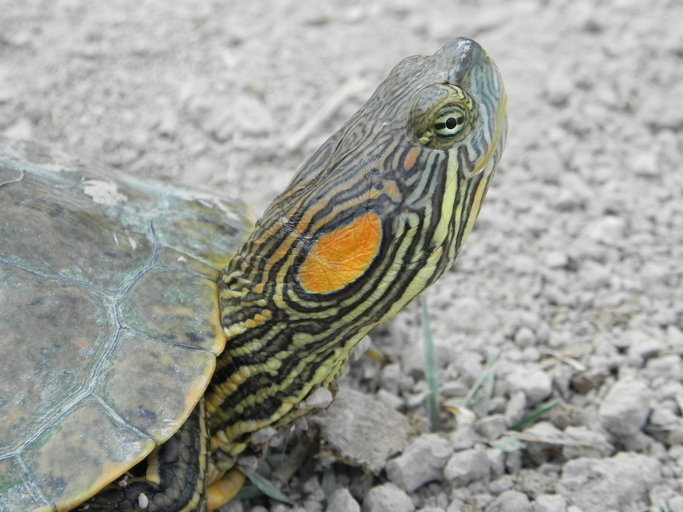
Zbliżenie głowy

## Występowanie
Występuje w południowych Stanach Zjednoczonych (w stanach Nowy Meksyk i Teksas) oraz w północnym Meksyku (stany Chihuahua i Coahuila).
Zamieszkuje jeziora, stawy, rzeki i rozlewiska.

## Taksonomia
Takson ten opisał w 1939 roku Norman Edouard Hartweg, nadając mu nazwę Pseudemys scripta gaigae, czyli uznając go za podgatunek żółwia ozdobnego. Jako miejsce typowe autor wskazał Boquillas w hrabstwie Brewster w Teksasie. Obecnie takson ten uznawany jest za osobny, monotypowy gatunek i umieszczany w rodzaju Trachemys. Dawniej za podgatunek Trachemys gaigeae często uznawany był Trachemys hartwegi, klasyfikowany obecnie jako osobny gatunek.